# Adam Łabędzki

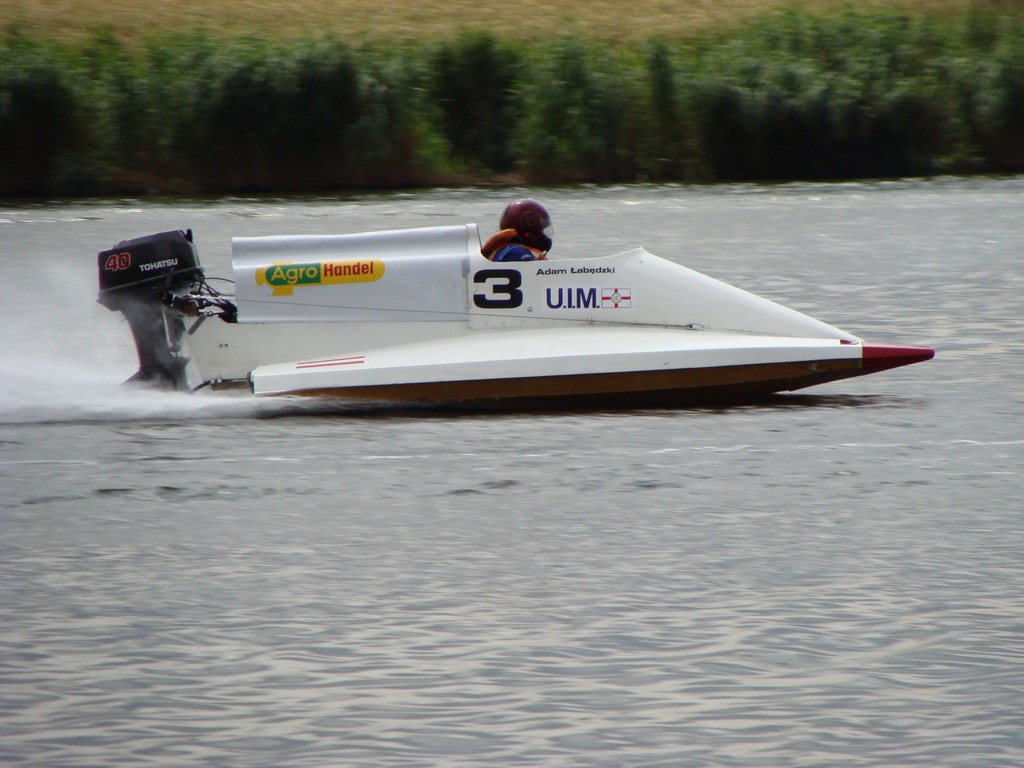
Pojazd Adama Łąbędzkiego podczas Mistrzostw Europy w Śremie w 2008 roku

Adam Łabędzki (ur. 22 września 1972 w Kościanie) – polski żużlowiec i motorowodniak; w sportach motorowodnych również reprezentujący Austrię.

## Życiorys
Licencję żużlową zdobył w barwach Unii Leszno. Został młodzieżowym indywidualnym wicemistrzem Polski z 1991 roku (za Tomaszem Gollobem, przed Robertem Sawiną). Był także indywidualnym żużlowym wicemistrzem Polski z 1996 roku (za Sławomirem Drabikiem, przed Romanem Jankowskim). Karierę żużlową zakończył w roku 2003 ostatni sezon spędził w barwach TSŻ Opole.
Jest motorowodnym mistrzem świata w klasie T-550 z 2006 roku (Żnin, przed Krzysztofem Śniadeckim i Michałem Gembiakiem). Wywalczył również tytuł mistrza Europy w klasie T-550 w 2005 (Żnin, przed Dariuszem Nogajem i Krzysztofem Śniadeckim). W mistrzostwach Europy 2006 zdyskwalifikowano A. Łabędzkiego wskutek poważnych nieprawidłowości stwierdzonych podczas kontroli silnika. Jest także brązowym medalistą mistrzostw Europy w klasie S-550 z 2006 roku (Warszawa, za Lechosławem Rybarczykiem i Łukaszem Ciołkiem) oraz brązowym medalistą mistrzostw Polski w klasie S-550 z 2006 roku.